# (19446) Muroski
(19446) Muroski (1998 FX113) – planetoida z pasa głównego asteroid okrążająca Słońce w ciągu 3,69 lat w średniej odległości 2,39 j.a. Odkryta 31 marca 1998 roku.